# ماریا کول
ماریا کول (انگلیسی: Maria Cole; ۱ اوت ۱۹۲۲ – ۱۰ ژوئیهٔ ۲۰۱۲) یک موسیقی‌دان اهل ایالات متحده آمریکا بود.